# Roemenië op de Olympische Zomerspelen 1992
Roemenië nam deel aan de Olympische Zomerspelen 1992 in Barcelona, Spanje. Er werden 18 medailles gewonnen, waaronder 4 gouden. 

## Medailleoverzicht
| Sport         | Olympiër | Onderdeel                 | Medaille |
| ------------- | --- | ------------------------- | -------- |
| Gymnastiek    | Lavinia Miloșovici | sprong (v)                | Goud     |
| Gymnastiek    | Lavinia Miloșovici | vloer (v)                 |          |
| Roeien        | Dimitrie Popescu Dumitru Răducanu Iulică Ruican Neculai Țaga Viorel Talapan                                                               | vier-met (m)              |          |
| Roeien        | Elisabeta Lipă | skiff (v)                 |          |
| Atletiek      | Alina Astafei | hoogspringen (v)          | Zilver   |
| Gymnastiek    | Cristina Bontaș Gina Gogean Vanda Hădărean Lavinia Miloșovici Maria Neculiță Mirela Pașca                                                 | meerkamp team (v)         |          |
| Roeien        | Dănuț Dobre Marin Gheorghe Gabriel Marin Vasile Măstăcan Vasile Năstase Valentin Robu Iulică Ruican Viorel Talapan Ioan Vizitiu           | acht (m)                  |          |
| Roeien        | Veronica Cochela Elisabeta Lipă | dubbel-twee (v)           |          |
| Roeien        | Veronica Cochela Anișoara Dobre Doina Ignat Constanța Pipotă                                                                              | dubbel-vier (v)           |          |
| Roeien        | Adriana Bazon Iulia Bobeică Elena Georgescu Victoria Lepădatu Veronica Necula Ioana Olteanu Maria Pădurariu Doina Robu Doina Liliana Șnep | acht (v)                  |          |
| Boksen        | Leonard Doroftei | -63,5kg (m)               | Brons    |
| Gewichtheffen | Traian Cihărean | -52kg (m)                 |          |
| Gymnastiek    | Cristina Bontaș | vloer (v)                 |          |
| Gymnastiek    | Lavinia Miloșovici | individuele meerkamp (v)  |          |
| Roeien        | Dimitrie Popescu Dumitru Răducanu Neculai Țaga                                                                                            | twee-met (m)              |          |
| Schermen      | Laura Badea Roxana Dumitrescu Claudia Grigorescu Reka Szabo Elisabeta Tufan                                                               | floret team (v)           |          |
| Schietsport   | Sorin Babii | 10m luchtpistool (m)      |          |
| Worstelen     | Ioan Grigoraș | -130kg Grieks-Romeins (m) |          |

## Deelnemers en resultaten

### Atletiek
| Olympiër           | Discipline       | Resultaat | Prestatie |
| ------------------ | ---------------- | --------- | --- |
| Daniel Cojocaru    | 100m (m)         | 25e       | serie 8: 2de in 10,57 kwartfinale 3: 6de in 10,57 |
| Daniel Cojocaru    | 200m (m)         | 25e       | serie 5: 1ste in 21,20 kwartfinale 4: 6de in 20,96 |
| Gheorghe Boroi     | 110m horden (m)  | 22e       | serie 2: 3de in 13,82 kwartfinale 3: 8ste in 14,07 |
| Mircea Oaidă       | 110m horden (m)  | 28e       | serie 3: 6de in 14,04 kwartfinale 3: 6de in 10,57 |
| Bogdan Tudor       | verspringen (m)  | 12e       | kwalificatie groep B: 6de met 8,07m finale: 12de met 7,61m |
| Sorin Matei        | hoogspringen (m) | 12e       | kwalificatie groep A: 2de met 2,26m finale: 13de met 2,24m |
| Gheorghe Gușet     | kogelstoten (m)  | 17e       | kwalificatie groep B: 9de met 18,96m |
| Costel Grasu       | discuswerpen (m) | 4e        | kwalificatie groep A: 1ste met 63,03m finale: 4de met 62,86m |
|                    |                  |           | |
| Iolanta Oanță      | 200m (v)         | 24e       | serie 7: 5de in 23,83 kwartfinale 3: 6de in 23,75 |
| Ella Kovacs        | 800m (v)         | 6e        | serie 3: 1ste in 1.59,88 halve finale 2: 4de in 2.00,89 finale: 6de in 1.57,95 |
| Liliana Sălăgeanu  | 800m (v)         | 19e       | serie 4: 5de in 2.01,44 |
| Violeta Beclea     | 1500m (v)        | 15e       | serie 3: 4de in 4.07,60 halve finale 1: 7de in 4.05,46 |
| Elena Fidatof      | 1500m (v)        | 11e       | serie 1: 4de in 4.10,00 halve finale 1: 5de in 4.04,55 finale: 11de in 4.06,44 |
| Doina Melinte      | 1500m (v)        | DNF       | serie 2: 2de in 4.08,58 halve finale 2: 7de in 4.04,42 finale: niet gefinisht |
| Margareta Keszeg   | 3000m (v)        | 11e       | serie 1: 2de in 8.47,24 finale: 11de in 9.03,16 |
| Liliana Năstase    | 100m horden (v)  | 20e       | serie 1: 2de in 13,23 kwartfinale 2: 8ste in 13,33 |
| Nicoleta Vornicu   | 400m horden (v)  | 19e       | serie 2: 5de in 57,18 |
| Mirela Dulgheru    | verspringen (v)  | 4e        | kwalificatie groep A: 2de met 6,83m finale: 4de met 6,71m |
| Marieta Ilcu       | verspringen (v)  | 15e       | kwalificatie groep B: 7de met 6,46m |
| Galina Astafei     | hoogspringen (v) | Zilver    | kwalificatie groep A: 1ste´met 1,92m finale: 2de met 2,00m |
| Oana Mușunoi       | hoogspringen (v) | 29e       | kwalificatie groep B: 16de met 1,86m |
| Cristina Boiț      | discuswerpen (v) | 23e       | kwalificatie groep B: 10de´met 56,68m |
| Nicoleta Grădinaru | discuswerpen (v) | 13e       | kwalificatie groep A: 5de met 60,62m |
| Manuela Tîrneci    | discuswerpen (v) | 16e       | kwalificatie groep B: 9de met 59,44m |
| Liliana Năstase    | zevenkamp (v)    | 4e        | 100m horden: 2de in 12,86 hoogspringen: 6de met 1,82m kogelstoten: 8ste met 14,34m 200m: 4de in 23,70 verspringen: 3de met 6,49m speerwerpen: 20ste met 41,30m 800m: 8ste in 2.11,22 totaal: 6619 punten    |
| Petra Văideanu     | zevenkamp (v)    | 13e       | 100m horden: 22ste in 14,04 hoogspringen: 18de met 1,73m kogelstoten: 2de met 14,96m 200m: 22ste in 25,28 verspringen: 11de met 6,11m speerwerpen: 5de met 49,00m 800m: 18de in 2.18,40 totaal: 6152 punten |

### Badminton
| Olympiër       | Discipline    | Resultaat | Prestatie                                    |
| -------------- | ------------- | --------- | -------------------------------------------- |
| Florin Balaban | enkelspel (m) | 33e       | 1ste ronde: V van CAN Kaul: 0-2 (7-15, 4-15) |

### Boksen
| Olympiër          | Discipline  | Resultaat | Prestatie |
| ----------------- | ----------- | --------- | --- |
| Valentin Barbu    | -48kg (m)   | 5e        | 1ste ronde: W van ALG Haioun: 11-2 2de ronde: W van JPN Sasaki: 10-7 kwartfinale: V van GER Quast: 7-15                                        |
| Daniel Dumitrescu | -48kg (m)   | 5e        | 1ste ronde: W van AUS Nicolson: scheidsrechterlijke beslissing 2de ronde: W van MAD Rakotomanga: 18-8 kwartfinale: V van EUN Palyani: 5-11     |
| Vasile Nistor     | -60kg (m)   | 17e       | 1ste ronde: V van GER Rudolph: 5-10 |
| Leonard Doroftei  | -63,5kg (m) | Brons     | 1ste ronde: W van MEX Ruiz: 24-4 2de ronde: W van PHI Chavez: 15-1 kwartfinale: W van GBR Richardson: 20-7 halve finale: V van CAN Leduc: 6-13 |
| Francisc Vaștag   | -67kg (m)   | 5e        | 1ste ronde: W van NGR Sabitu: 9-0 2de ronde: W van GBR Dodson: 6-5 kwartfinale: V van PUR Santiago Acevedo: 9-20                               |

### Gewichtheffen
| Olympiër        | Discipline  | Resultaat | Prestatie                                                       |
| --------------- | ----------- | --------- | --------------------------------------------------------------- |
| Traian Cihărean | -52kg (m)   | Brons     | trekken: 4de met 112,5kg stoten: 3de met 140kg totaal: 252,5kg  |
| Aurel Sîrbu     | -56kg (m)   | 11e       | trekken: 14de met 107,5kg stoten: 5de met 140kg totaal: 247,5kg |
| Paul Toroczcoi  | -60kg (m)   | 10e       | trekken: 11de met 120kg stoten: 9de met 155kg totaal: 275kg     |
| Attila Feri     | -67,5kg (m) | 12e       | trekken: 10de met 130kg stoten: 10de met 160kg totaal: 290kg    |
| Nicolae Nițu    | -75kg (m)   | 19e       | trekken: 25ste met 135kg stoten: 8ste met 185kg totaal: 320kg   |
| Nicu Vlad       | -110kg (m)  | 4e        | trekken: 3de met 190kg stoten: 8ste met 215kg totaal: 405kg     |

### Gymnastiek
| Olympiër                                                                                  | Discipline               | Resultaat | Prestatie |
| Ritmisch                                                                                  | Ritmisch                 | Ritmisch  | Ritmisch |
| ----------------------------------------------------------------------------------------- | ------------------------ | --------- | --- |
| Irina Deleanu                                                                             | individueel (v)          | 6e        | kwalificatie: 5de hoepel: 7de met 9,400 punten touw: 4de met 9,575 punten knotsen: 5de met 9,450 punten bal: 6de met 9,400 punten totaal: 37,825 punten finale: 6de hoepel: 12de met 9,100 punten touw: 3de met 9,600 punten knotsen: 5de met 9,550 punten bal: 7de met 9,450 punten totaal: 56,612 punten |
| Ancuța Goia                                                                               | individueel (v)          | DNF       | kwalificatie: 16de hoepel: 19de met 9,200 punten touw: 25ste met 9,000 punten knotsen: 15de met 9,050 punten bal: 13de met 9,250 punten totaal: 36,500 punten finale: niet gestart |
| Turnen                                                                                    |                          |           | |
| Nicolae Bejenaru                                                                          | individuele meerkamp (m) | 51e       | kwalificatie: 51ste brug: 43ste met 18,925 punten paard voltige: 67ste met 18,575 punten rekstok: 76ste met 18,475 punten ringen: 40ste met 19,050 punten sprong: 36ste met 18,975 punten vloer: 29ste met 19,150 punten totaal: 113,150 punten |
| Adrian Gal                                                                                | individuele meerkamp (m) | 20e       | kwalificatie: 47ste brug: 38ste met 18,975 punten paard voltige: 46ste met 18,850 punten rekstok: 65ste met 18,725 punten ringen: 64ste met 18,800 punten sprong: 49ste met 18,875 punten vloer: 36ste met 19,100 punten totaal: 113,325 punten finale: 20ste brug: 27ste met 9,400 punten paard voltige: 30ste met 9,100 punten rekstok: 2de met 9,800 punten ringen: 22ste met 9,550 punten sprong: 28ste met 9,525 punten vloer: 10de met 9,675 punten totaal: 57,050 punten |
| Marius Gherman                                                                            | individuele meerkamp (m) | 7e        | kwalificatie: 10de brug: 24ste met 19,125 punten paard voltige: 16de met 19,250 punten rekstok: 11de met 19,375 punten ringen: 38ste met 19,100 punten sprong: 11de met 19,175 punten vloer: 18de met 19,275 punten totaal: 115,300 punten finale: 7de brug: 27ste met 9,400 punten paard voltige: 9de met 9,700 punten rekstok: 4de met 9,725 punten ringen: 7de met 9,675 punten sprong: 16de met 9,675 punten vloer: 26ste met 9,525 punten totaal: 57,700 punten            |
| Marian Rizan                                                                              | individuele meerkamp (m) | 30e       | kwalificatie: 28ste brug: 24ste met 19,125 punten paard voltige: 19de met 19,225 punten rekstok: 35ste met 19,150 punten ringen: 47ste met 19,000 punten sprong: 37ste met 18,950 punten vloer: 18de met 19,275 punten totaal: 114,725 punten finale: 30ste brug: 34ste met 9,175 punten paard voltige: 26ste met 9,400 punten rekstok: 28ste met 9,450 punten ringen: 12de met 9,625 punten sprong: 12de met 9,700 punten vloer: 33ste met 9,125 punten totaal: 56,475 punten  |
| Adrian Sandu                                                                              | individuele meerkamp (m) | 59e       | kwalificatie: 59ste brug: 67ste met 18,650 punten paard voltige: 33ste met 19,000 punten rekstok: 46ste met 19,025 punten ringen: 62ste met 18,825 punten sprong: 90ste met 18,275 punten vloer: 39ste met 19,075 punten totaal: 112,850 punten |
| Nicu Stroia                                                                               | individuele meerkamp (m) | 57e       | kwalificatie: 57ste brug: 61ste met 18,725 punten paard voltige: 38ste met 18,925 punten rekstok: 17de met 19,250 punten ringen: 64ste met 18,800 punten sprong: 85ste met 18,475 punten vloer: 65ste met 18,750 punten totaal: 112,925 punten |
| Marius Gherman Marian Rizan Adrian Gal Nicolae Bejenaru Nicu Stroia Adrian Sandu          | meerkamp team (m)        | 7e        | brug: 8ste met 94,875 punten paard voltige: 7de met 95,325 punten rekstok: 6de met 95,525 punten ringen: 9de met 94,850 punten sprong: 9de met 94,700 punten vloer: 6de met 95,875 punten totaal: 571,150 punten |
|                                                                                           |                          |           | |
| Cristina Bontaș                                                                           | balk (v)                 | 4e        | kwalificatie: 5de met 19,762 punten finale: 4de met 9,874 punten |
| Lavinia Miloșovici                                                                        | balk (v)                 | 8e        | kwalificatie: 13de met 19,637 punten finale: 8ste met 9,262 punten |
| Lavinia Miloșovici                                                                        | brug (v)                 | 4e        | kwalificatie: 3de met 19,862 punten finale: 4de met 9,912 punten |
| Mirela Pașca                                                                              | brug (v)                 | 4e        | kwalificatie: 5de met 19,837 punten finale: 4de met 9,912 punten |
| Gina Gogean                                                                               | sprong (v)               | 5e        | kwalificatie: 7de met 19,812 punten finale: 5de met 9,893 punten |
| Lavinia Miloșovici                                                                        | sprong (v)               | Goud      | kwalificatie: 4de met 19,837 punten finale: 1ste met 9,925 punten |
| Cristina Bontaș                                                                           | vloer (v)                | Brons     | kwalificatie: 1ste met 19,900 punten finale: 3de met 9,912 punten |
| Lavinia Miloșovici                                                                        | vloer (v)                | Goud      | kwalificatie: 3de met 19,862 punten finale: 1ste met 10,000 punten |
| Cristina Bontaș                                                                           | individuele meerkamp (v) | 4e        | kwalificatie: 3de balk: 5de met 19,762 punten brug: 8ste met 19,800 punten sprong: 16de met 19,749 punten vloer: 1ste met 19,900 punten totaal: 79,211 punten finale: 4de balk: 11de met 9,862 punten brug: 1ste met 9,962 punten sprong: 5de met 9,900 punten vloer: 5de met 9,950 punten totaal: 39,674 punten |
| Gina Gogean                                                                               | individuele meerkamp (v) | 6e        | kwalificatie: 7de balk: 19de met 19,550 punten brug: 17de met 19,737 punten sprong: 7de met 19,812 punten vloer: 8ste met 19,787 punten totaal: 78,886 punten finale: 6de balk: 11de met 9,862 punten brug: 4de met 9,912 punten sprong: 5de met 9,900 punten vloer: 5de met 9,950 punten totaal: 39,624 punten |
| Vanda Hădărean                                                                            | individuele meerkamp (v) | 11e       | kwalificatie: 11de balk: 16de met 19,574 punten brug: 14e met 19,750 punten sprong: 17de met 19,737 punten vloer: 17de met 19,700 punten totaal: 78,761 punten |
| Lavinia Miloșovici                                                                        | individuele meerkamp (v) | Brons     | kwalificatie: 4de balk: 13de met 19,637 punten brug: 3de met 19,862 punten sprong: 4de met 19,837 punten vloer: 3de met 19,862 punten totaal: 79,198 punten finale: 3de balk: 4de met 9,900 punten brug: 1ste met 9,962 punten sprong: 9de met 9,850 punten vloer: 1ste met 9,975 punten totaal: 39,687 punten |
| Maria Neculiță                                                                            | individuele meerkamp (v) | 17e       | kwalificatie: 17de balk: 16de met 19,574 punten brug: 61ste met 18,725 punten sprong: 14de met 19,750 punten vloer: 17de met 19,700 punten totaal: 78,623 punten |
| Mirela Pașca                                                                              | individuele meerkamp (v) | 19e       | kwalificatie: 19de balk: 34ste met 19,349 punten brug: 5de met 19,837 punten sprong: 17de met 19,737 punten vloer: 19de met 19,662 punten totaal: 78,585 punten |
| Cristina Bontaș Gina Gogean Vanda Hădărean Lavinia Miloșovici Maria Neculiță Mirela Pașca | meerkamp team (v)        | Zilver    | balk: 3de met 98,184 punten brug: 1ste met 98,986 punten sprong: 2de met 98,935 punten vloer: 2de met 98,974 punten totaal: 395,079 punten |

### Handbal
| Olympiër | Discipline | Resultaat | Prestatie |
| --- | ---------- | --------- | --- |
| Daniel Apostu Dumitru Berbece Mitica Bontas Alexandru Buligan Alexandru Dedu Marian Dumitru Robert Ioan Licu Ion Mocanu Costica Neagu Adi Daniel Popovici Ioan Rudi Prisacaru Ionel Radu Gheorghe-Titel Raduta Gabriel Sorin Toacsen Maricel Voinea Valentin Cristian Zaharia | mannen     | 8e        | groep B: 4de W van Egypte: 22-21 G van Duitsland: 20-20 V van Spanje: 20-21 V van Frankrijk: 20-26 V van Gezamenlijk team: 25-27 7-8ste plek: V van Hongarije: 19-23 |

| Groep B |                  |             |             |             |             |            |            |            |        |
| #       | Land             | Wedstrijden | Wedstrijden | Wedstrijden | Wedstrijden | Doelpunten | Doelpunten | Doelpunten | Punten |
| #       | Land             | G           | W           | G           | V           | V          | T          | Saldo      | Punten |
| 1       | Gezamenlijk team | 5           | 5           | 0           | 0           | 121        | 98         | +23        | 10     |
| 2       | Frankrijk        | 5           | 4           | 0           | 1           | 111        | 98         | +13        | 8      |
| 3       | Spanje           | 5           | 3           | 0           | 2           | 97         | 98         | -1         | 6      |
| 4       | Roemenië         | 5           | 1           | 1           | 3           | 107        | 115        | -8         | 3      |
| 5       | Duitsland        | 5           | 1           | 1           | 3           | 97         | 103        | -6         | 3      |
| 6       | Egypte           | 5           | 0           | 0           | 5           | 92         | 113        | -21        | 0      |

| Ronde       | Datum     | Plaats           | Land  | Score     | Land |
| ----------- | --------- | ---------------- | ----- | --------- | ---- |
| Groepsfase  |           |                  |       |           |      |
| 27 juli     | Barcelona | Roemenië         | 22-21 | Egypte    |      |
| 29 juli     | Barcelona | Duitsland        | 20-20 | Roemenië  |      |
| 31 juli     | Barcelona | Roemenië         | 20-21 | Spanje    |      |
| 2 augustus  | Barcelona | Roemenië         | 20-26 | Frankrijk |      |
| 4 augustus  | Barcelona | Gezamenlijk team | 27-15 | Roemenië  |      |
| 7-8ste plek |           |                  |       |           |      |
| 7 augustus  | Barcelona | Roemenië         | 19-23 | Hongarije |      |

### Judo
| Olympiër        | Discipline | Resultaat | Prestatie |
| --------------- | ---------- | --------- | --- |
| Dănuţ Pop       | -65kg (m)  | 9e        | 1ste ronde: V van CUB Hernández: ippon herkansingen: W van ALG Harkat: waza-ari herkansingen 2: W van SLO Cuk: waza-ari herkansingen 3: V van JPN Maruyama: ippon                                                                                      |
| Alexandru Ciupe | -78kg (m)  | 7e        | 1ste ronde: vrij 2de ronde: W van MLI Dabo: ippon 3de ronde: W van POL Kamiński: ippon kwartfinale: V van JPN Yoshida: ippon herkansingen: vrij herkansingen 2: vrij herkansingen 3: W van LIB Saikali: ippon herkansingen 4: V van FRA Damaisin: chui |
| Adrian Croitoru | -86kg (m)  | 5e        | 1ste ronde: vrij 2de ronde: W van USA Wanag: ippon 3de ronde: V van FRA Tayot: shido herkansingen: W van HUN Korbel: yuko herkansingen 2: W van CUB Franco: ippon herkansingen 3: W van SUI Kistler: ippon bronzen finale: V van CAN Gill: ippon       |
| Radu Ivan       | -95kg (m)  | 13e       | 1ste ronde: W van GER Knorrek: waza-ari 2de ronde: W van HAI Legros: ippon 3de ronde: V van GBR Stevens: ippon herkansingen: V van EST Pertelson: sogo-gachi                                                                                           |
| Valentin Bazon  | +95kg (m)  | 21e       | 1ste ronde: V van KOR Kim: ippon |
|                 |            |           | |
| Simona Richter  | -72kg (v)  | 13e       | 1ste ronde: vrij 2de ronde: V van NED de Kok: ippon herkansingen: V van FRA Meignan: ippon |

### Kanovaren
| Olympiër                                                 | Discipline    | Resultaat | Prestatie                                                                                                   |
| -------------------------------------------------------- | ------------- | --------- | --- |
| Victor Partnoi                                           | C-1 500m (m)  | 8e        | serie 2: 3de in 1.56,40 halve finale 2: 4de in 1.56,00 finale: 8ste in 1.57,34                              |
| Victor Partnoi                                           | C-1 1000m (m) | 7e        | serie 1: 4de in 4.04,64 herkansingen: 1ste in 4.02,67 halve finale 1: 5de in 4.06,58 finale: 7de in 4.14,57 |
| Gheorghe Andriev Nicolae Juravschi                       | C-2 500m (m)  | 4e        | serie 1: 1ste in 1.43,89 finale: 4de in 1.42,84                                                             |
| Gheorghe Andriev Nicolae Juravschi                       | C-2 1000m (m) | 8e        | serie 2: 1ste in 3.34,92 finale: 4de in 3.39,88                                                             |
| Marin Popescu                                            | K-1 500m (m)  | 8e        | serie 4: 2de in 1.41,69 halve finale 1: 2de in 1.41,83 finale: 8ste in 1.42,24                              |
| Marin Popescu                                            | K-1 1000m (m) | 4e        | serie 4: 2de in 3.36,49 halve finale 1: 3de in 3.37,30 finale: 4de in 3.38,37                               |
| Romică Șerban Geza Magyar                                | K-2 500m (m)  | 10e       | serie 3: 2de in 1.32,60 halve finale 2: 5de in 1.30,83                                                      |
| Florntin Tataru Alexandru Popa                           | K-2 1000m (m) | 13e       | serie 1: 1ste in 3.19,52 halve finale 2: 7de in 3.22,45                                                     |
| Geza Magyar Sorin Petcu Romică Șerban Daniel Stoian      | K-4 1000m (m) | 5e        | serie 3: 2de in 2.54,34 halve finale 2: 1ste in 2.56,80 finale: 5de in 3.00,11                              |
|                                                          |               |           | |
| Sanda Toma                                               | K-1 500m (v)  | 8e        | serie 3: 2de in 1.55,24 halve finale 2: 5de in 1.52,82 finale: 8ste in 1.54,84                              |
| Sanda Toma Carmen Simion                                 | K-2 500m (v)  | 8e        | serie 1: 3de in 1.44,26 halve finale 1: 3de in 1.42,35 finale: 4de in 1.42,12                               |
| Viorica Iordache Claudia Nicula Carmen Simion Sanda Toma | K-4 500m (v)  | 8e        | serie 1: 3de in 1.36,82 halve finale 2: 2de in 1.38,21 finale: 4de in 1.41,02                               |

### Moderne vijfkamp
| Olympiër        | Discipline      | Resultaat | Prestatie |
| --------------- | --------------- | --------- | --- |
| Marian Gheorghe | individueel (m) | 7e        | schermen: 8ste met 40 overwinningen zwemmen: 22ste in 3.22,6 schietsport: 48ste met 179 punten atletiek: 35ste in 13.39,2 paardensport: 1ste met 1100 punten totaal: 5293 punten |

### Roeien
| Olympiër | Discipline      | Resultaat | Prestatie                                                                                                   |
| --- | --------------- | --------- | --- |
| Dragoș Neagu Vasile Tomoiagă | twee-zonder (v) | 19e       | serie 1: 3de in 6.47,43 herkansingen: 4de in 7.28,57                                                        |
| Dimitrie Popescu Dumitru Răducanu Neculai Țaga                                                                                            | twee-met (m)    | Brons     | serie 2: 2de in 6.54,87 herkansingen: 1ste in 7.05,04 halve finale 2: 2de in 6.56,90 finale: 3de in 6.51,58 |
| Vasile Hanuseac Nicolae Spîrcu Florin Ene Ioan Snep                                                                                       | vier-zonder (m) | 13e       | serie 1: 5de in 6.24,63 herkansingen: 4de in 6.16,13                                                        |
| Dimitrie Popescu Dumitru Răducanu Iulică Ruican Neculai Țaga Viorel Talapan                                                               | vier-met (m)    | Goud      | serie 2: 1ste in 6.17,22 finale: 1ste in 5.59,37                                                            |
| Dănuț Dobre Marin Gheorghe Gabriel Marin Vasile Măstăcan Vasile Năstase Valentin Robu Iulică Ruican Viorel Talapan Ioan Vizitiu           | acht (m)        | Zilver    | serie 2: 1ste in 5.30,21 halve finale 1: 1ste in 5.33,01 finale: 2de in 5.29,67                             |
| |                 |           | |
| Elisabeta Lipă | skiff (v)       | Goud      | serie 3: 1ste in 7.42,94 halve finale 1: 1ste in 7.31,71 finale: 1ste in 7.25,54                            |
| Veronica Cochela Elisabeta Lipă | dubbel-twee (v) | Zilver    | serie 2: 1ste in 7.16,41 halve finale 1: 2de in 7.03,92 finale: 2de in 6.51,47                              |
| Doina Liliana Snep-Bălan Doina Ciucanu-Robu                                                                                               | twee-zonder (v) | 7e        | serie 2: 3de in 8.10,03 halve finale 1: 4de in 7.24,94 finale B: 1ste in 7.22,07                            |
| Veronica Cochela Anișoara Dobre Doina Ignat Constanța Pipotă                                                                              | dubbel-vier (v) | Zilver    | serie 1: 2de in 6.29,58 herkansingen: 1ste in 6.37,11 finale: 2de in 6.24,34                                |
| Victoria Lepădatu Iulia Bobeică Adriana Chelariu-Bazon Maria Pădurariu                                                                    | vier-zonder (v) | 5e        | serie 1: 3de in 6.48,60 herkansingen: 2de in 6.46,94 finale: 5de in 6.37,24                                 |
| Adriana Bazon Iulia Bobeică Elena Georgescu Victoria Lepădatu Veronica Necula Ioana Olteanu Maria Pădurariu Doina Robu Doina Liliana Șnep | acht (v)        | Zilver    | serie 1: 3de in 6.16,74 herkansingen: 1ste in 6.10,98 finale: 2de in 6.06,26                                |

### Schermen
| Olympiër                                                                        | Discipline      | Resultaat | Prestatie |
| ------------------------------------------------------------------------------- | --------------- | --------- | --- |
| Cornel Milan                                                                    | degen (m)       | 49e       | 1ste ronde groep 3: 6de V van SWE Vánky: 3-5 V van EUN Shuvalov: 3-5 W van ESP Maroto: 5-3 V van KUW Al-Hamar: 4-5 V van POL Ciszewski: 4-5 W van BRA Finardi: 5-4 2de ronde: V van FRA Lenglet: 0-2 |
| Gabriel Pantelimon                                                              | degen (m)       | 36e       | 1ste ronde groep 7: 4de V van ITA Cuomo: 3-5 V van CAN Nowosieksi: 4-5 W van ESP de la Peña: 5-4 W van HUN Hegedűs: 5-2 W van RSA Torrente: 5-2 V van JPN Tanabe: 4-5 2de ronde: vrij 3de ronde: V van TCH Douba: 1-2 |
| Adrian Pop                                                                      | degen (m)       | 25e       | 1ste ronde groep 5: 2de V van COL Rivas: 4-5 W van PAR da Ponte: 5-4 W van ITA Randazzo: 5-2 W van NZL McLean: 5-4 W van SUI Jacquet: 5-2 W van LIB Youssef: 5-0 2de ronde: vrij 3de ronde: V van BRA Lazzarini: 0-2 herkansingen: V van AUS Davidson: 1-2                                                                                               |
| Adrian Pop Gabriel Pantelimon Cornel Milan Gheorghe Epurescu Nicolae Mihăilescu | degen team (m)  | 11e       | 1ste ronde groep 3: 3de V van Hongarije: 5-9 V van Duitsland: 2-9 |
| Alexandru Chiculiță                                                             | sabel (m)       | 30e       | 1ste ronde groep 5: 3de V van HUN Szabó: 4-5 V van FRA Daurelle: 4-5 W van GBR Zavieh: 5-4 W van CHN Jia: 5-4 2de ronde: vrij 3de ronde: V van GER Becker: 1-2 herkansingen: V van CHN Zheng: 1-2 |
| Daniel Grigore                                                                  | sabel (m)       | 16e       | 1ste ronde groep 1: 5de V van GER Kempenich: 4-5 W van FRA Lamour: 5-4 V van GBR Williams: 4-5 V van POL Kościelniakowski: 0-5 W van KSA Al-Baker: 5-0 2de ronde: vrij 3de ronde: V van EUN Shirshov: 0-2 herkansingen: W van GRE Babanasis: 2-0 herkansingen 2: W van GER Kempenich: 2-0 herkansingen 3: V van POL Kościelniakowski: 1-2                |
| Vilmoș Szabo                                                                    | sabel (m)       | 26e       | 1ste ronde groep 2: 1ste W van POL Gniewkowski: 5-2 W van GER Nolte: 5-4 V van CAN Banos: 4-5 W van BRA Menalda: 5-3 W van USA Mormando: 5-4 2de ronde: vrij 3de ronde: V van USA Lofton: 0-2 herkansingen: V van EUN Pogosov: 0-2 |
| Alexandru Chiculiță Dan Găureanu Daniel Grigore Florin Lupeică Vilmoș Szabo     | sabel team (m)  | 4e        | 1ste ronde groep 2: 2de V van Frankrijk: 7-9 W van Verenigde Staten: 9-5 kwartfinale: W van Italië: 8-6 halve finale: V van Gezamenlijk team: 6-9 bronzen finale: V van Frankrijk: 4-9 |
|                                                                                 |                 |           | |
| Claudia Grigorescu                                                              | floret (v)      | 12e       | 1ste ronde groep 3: 3de V van EUN Glikina: 2-5 V van POL Wolnicka-Szewczyki: 3-5 W van KOR Kim: 5-1 W van USA Sullivan: 5-0 W van GER Bau: 5-2 2de ronde: vrij 3de ronde: V van ITA Zalaffi: 0-2 herkansingen: W van CAN Aubin: 2-1 herkansingen 2: W van ROU Tufan: 2-1 herkansingen 3: W van GER Funkenhauser: 2-1 herkansingen 4: V van CHN Wang: 0-2 |
| Reka Szabo                                                                      | floret (v)      | 6e        | 1ste ronde groep 5: 2de V van HUN Stefanek: 2-5 W van CHN Jie: 5-2 W van ESP Castillejo: 5-2 W van ARG Giancola: 5-3 W van HON Reyes: 5-0 V van ITA Trillini: 2-5 2de ronde: vrij 3de ronde: W van CHN Jie: 2-0 4de ronde: W van KOR Sin: 2-0 5de ronde: W van ITA Trillini: 2-0 kwartfinale: V van EUN Sadovskaya: 1-2                                  |
| Elisabeta Tufan                                                                 | floret (v)      | 21e       | 1ste ronde groep 6: 2de V van HUN Jánosi-Németh: 4-5 V van POL Sobczak: 2-5 W van FRA Modaine: 5-1 W van GBR Bracewell: 5-1 W van ARG Iannuzzi: 5-0 W van USA Bilodeaux-Banos: 5-1 2de ronde: vrij 3de ronde: W van ISR Czuckermann-Hatuel: 2-0 4de ronde: V van FRA Modaine: 1-2 herkansingen: vrij herkansingen 2: V van ROU Grigorescu: 1-2           |
| Laura Badea Roxana Dumitrescu Claudia Grigorescu Reka Szabo Elisabeta Tufan     | floret team (v) | Brons     | 1ste ronde groep 3: 2de V van Duitsland: 5-9 W van Canada: 9-0 kwartfinale: W van China: 8-7 halve finale: V van Italië: 3-9 bronzen finale: W van Gezamenlijk team: 8-8 |

### Schietsport
| Olympiër           | Discipline                 | Resultaat | Prestatie                                                                          |
| ------------------ | -------------------------- | --------- | ---------------------------------------------------------------------------------- |
| Olimpiu Marin      | 50m geweer 3 houdingen (m) | 26e       | kwalificatie: 26ste met 1152 punten (398-387-367)                                  |
| Olimpiu Marin      | 50m geweer liggend (m)     | 11e       | kwalificatie: 11de met 596 punten (100-99-100-100-99-98)                           |
| Sorin Babii        | 50m pistool (m)            | 5e        | kwalificatie: 8ste met 561 punten (89-98-91-94-94-95) finale: 5de met 653 punten   |
| Iulian Raicea      | 25m snelvuurpistool (m)    | 13e       | kwalificatie: 13de met 584 punten (290-294)                                        |
| Sorin Babii        | 10m luchtpistool (m)       | Brons     | kwalificatie: 1ste met 586 punten (99-97-98-98-99-95) finale: 3de met 684,1 punten |
|                    |                            |           |                                                                                    |
| Daniela Dumitrescu | 25m pistool (v)            | 14e       | kwalificatie: 14de met 575 punten (291-284)                                        |
| Daniela Dumitrescu | 10m luchtpistool (v)       | 7e        | kwalificatie: 8ste met 381 punten (96-95-95-95) finale: 7de met 478,1 punten       |
|                    |                            |           |                                                                                    |
| Ioan Toman         | skeet                      | 4e        | kwalificatie: 9de met 148 punten (25-24-25-25-25-24) finale: 4de met 222 punten    |

### Schoonspringen
| Olympiër           | Discipline    | Resultaat | Prestatie                                                       |
| ------------------ | ------------- | --------- | --------------------------------------------------------------- |
| Gabriel Cherecheș  | 10m toren (m) | 20e       | voorronde: 20ste met 327,72 punten                              |
|                    |               |           |                                                                 |
| Ionica Tudor       | 3m plank (m)  | 20e       | voorronde: 20ste met 258,15 punten                              |
| Clara Elena Ciocan | 10m toren (v) | 15e       | voorronde: 15de met 283,92 punten                               |
| Ioana Voicu        | 10m toren (v) | 9e        | voorronde: 12de met 288,87 punten finale: 9de met 369,87 punten |

### Tafeltennis
| Olympiër                           | Discipline     | Resultaat | Prestatie |
| ---------------------------------- | -------------- | --------- | --- |
| Otilia Bădescu                     | enkelspel (v)  | 9e        | groep J: 1ste W van IND Roy-Shah: 2-0 W van Onafhankelijk deelnemer Reed: 2-0 W van CUB Marisel Ramírez: 2-0 2de ronde: V van PRK Li: 1-3 (19-21, 20-22, 21-13, 17-21)          |
| Emilia Elena Ciosu                 | enkelspel (v)  | 5e        | groep F: 1ste W van HKG Chan: 2-0 W van UGA Musoke: 2-0 2de ronde: W van PRK Kim: 3-0 (21-13, 21-16, 21-19) kwartfinale: V van KOR Hyun: 2-3 (9-21, 21-18, 21-18, 11-21, 14-21) |
| Adriana Năstase Emilia Elena Ciosu | dubbelspel (v) | 9e        | groep A: 3de V van CHN Chen/Gao: 0-2 W van PER Gonzalez/Montes: 2-0 V van GER Schall-Wosik/Struse: 1-2                                                                          |
| Maria Bogoslov Otilia Bădescu      | dubbelspel (v) | 17e       | groep B: 3de V van JPN Matsumoto/Sato: 1-2 W van GHA Amankwaa/Opokuah: 2-0 V van CHN Deng/Qiao: 1-2                                                                             |

### Tennis
| Olympiër                        | Discipline     | Resultaat | Prestatie |
| ------------------------------- | -------------- | --------- | --- |
| Andrei Pavel                    | enkelspel (m)  | 33e       | 1ste ronde: V van GER Steeb: 5-7, 2-6, 2-6 |
| George Cosac Dinu Pescariu      | dubbelspel (m) | 5e        | 1ste ronde: W van HUN Markovits/Noszály: walk-over 2de ronde: W van ITA Camporese/Nargiso: 6-1, 4-6, 4-6, 6-4, 6-2 kwartfinale: V van RSA Ferreira/Norval: 0-6, 3-6, 2-6 |
|                                 |                |           | |
| Irina Spîrlea                   | enkelspel (v)  | 33e       | 1ste ronde: V van ESP Sánchez Vicario: 1-6, 3-6 |
| Ruxandra Dragomir Irina Spîrlea | dubbelspel (b) | 5e        | 1ste ronde: V van TCH Novotná/Strnadová: 1-6, 4-6 |

### Worstelen
| Olympiër              | Discipline  | Resultaat   | Prestatie |
| Vrije stijl           | Vrije stijl | Vrije stijl | Vrije stijl |
| --------------------- | ----------- | ----------- | --- |
| Traian Cihărean       | -48kg (m)   | 4e          | groep A: 2de V van KOR Kim: 1-3 W van CAN Petryshen: 3-0 W van MGL Khosbayar: 3-1 W van USA Vanni: 3-1 bronzen finale: V van EUN Orujov: 1-3                                                               |
| Constantin Corduneanu | -52kg (m)   | 9e          | groep B: 5de W van CAN Woodcroft: 3-1 W van ESP Atanes: 4-0 V van USA Jones: 0-3 V van JPN Sato: 0-4 9-10de plek: W van MGL Enkhbayar: walk-over                                                           |
| Nicolae Ghiță         | -82kg (m)   | 7e          | groep A: 4de W van BRA Neves Filho: 4-0 V van TCH Lohyňa: 1-3 W van FRA Legrand: 3-1 V van GER Gstöttner: 1-3 7-8ste plek: W van ESP Iglesias: 3-1                                                         |
| Grieks-Romeins        |             |             | |
| Iliuță Dăscălescu     | -48kg (m)   | 5e          | groep A: 3de W van KOR Goun: 3-1 W van MAR El Aouad: 4-0 W van USA Fuller: 4-0 V van EUN Kucherenko: 1-3 5-6de plek: W van IRI Simkhah: walk-over                                                          |
| Valentin Rebegea      | -52kg (m)   | 6e          | groep A: 3de W van CUB Martínez: 3-1 W van FRA Robert: 3-1 V van KOR Min: 1-3 W van FIN Kamesaki: 3-0 V van EUN Ter-Mkrtchyan: 0-3 5-6de plek: V van BUL Tsenov: 1-3                                       |
| Marian Sandu          | -57kg (m)   | 6e          | groep B: 3de W van Onafhankelijk deelnemer Galović: 3-1 W van ESP Ángel Sierra: 3-0 W van TUR Bekișdamat: 3-1 W van MAR Naanaa: 3-0 V van CHN Sheng: 1-3 V van KOR An: 0-3 5-6de plek: V van CUB Lara: 1-3 |
| Petrică Cărare        | -68kg (m)   | 9e          | groep B: 5de W van CAN Yeats: 4-0 V van FRA Yalouz: 1-3 V van HUN Repka: 0-3 W van BUL Stoyanov: walk-over 9-10de plek: W van GER Passarelli: walk-over                                                    |
| Ender Memet           | -74kg (m)   | 21e         | groep A: 11de V van FIN Karila: 0-3 V van TCH Zeman: 0-3,5 |
| Anton Arghira         | -82kg (m)   | 15e         | groep A: 8ste W van ARG Potap: 3-0 V van BUL Hristov: 0-3 V van FIN Niemi: 0-3 |
| Ion Ieremciuc         | -100kg (m)  | 6e          | groep A: 3de W van CRO Damjanović: 3-0 W van JPN Nonomura: 3-0 V van USA Koslowski: 0-3 G van POL Wroński: 0-0 5-6de plek: V van GER Steinbach: 1-3                                                        |
| Ioan Grigoraș         | -130kg (m)  | Brons       | groep A: 2de W van FIN Ahokas: 3-1 W van MEX Díaz: 4-0 W van Onafhankelijk deelnemer Radaković: 3-1 W van CAN Borodow: 3-0 V van EUN Karelin: 0-4 bronzen finale: W van HUN Klauz: 3-0                     |

### Zwemmen
| Olympiër                                                          | Discipline            | Resultaat | Prestatie                                                 |
| ----------------------------------------------------------------- | --------------------- | --------- | --------------------------------------------------------- |
| Robert Pinter                                                     | 200m vrije slag (m)   | 25e       | serie 5: 1ste in 1.52,24                                  |
| Robert Pinter                                                     | 200m vlinderslag (m)  | 7e        | serie 5: 3de in 1.59,59 finale: 7de in 1.59,34 (NR)       |
| Robert Pinter                                                     | 200m wisselslag (m)   | 25e       | serie 4: 2de in 2.06,45                                   |
| Robert Pinter                                                     | 400m wisselslag (m)   | 17e       | serie 4: 6de in 4.26,33                                   |
|                                                                   |                       |           |                                                           |
| Luminița Dobrescu                                                 | 50m vrije slag (v)    | 21e       | serie 4: 1ste in 26,76                                    |
| Diana Ureche                                                      | 50m vrije slag (v)    | 30e       | serie 4: 6de in 26,96                                     |
| Luminița Dobrescu                                                 | 100m vrije slag (v)   | 10e       | serie 5: 4de in 56,45 finale B: 2de in 56,17              |
| Diana Ureche                                                      | 100m vrije slag (v)   | 31e       | serie 3: 7de in 58,83                                     |
| Luminița Dobrescu                                                 | 200m vrije slag (v)   | 5e        | serie 4: 1ste in 2.00,51 (NR) finale: 5de in 2.00,48 (NR) |
| Carla-Creola Negrea                                               | 200m vrije slag (v)   | 15e       | serie 5: 5de in 2.03,16 finale B: 7de in 2.02,96          |
| Beatrice Coadă                                                    | 400m vrije slag (v)   | 12e       | serie 3: 4de in 4.16,23 finale B: 4de in 4.14,90          |
| Carla-Creola Negrea                                               | 400m vrije slag (v)   | 13e       | serie 5: 6de in 4.17,00 finale B: 5de in 4.14,92          |
| Beatrice Coadă                                                    | 800m vrije slag (v)   | 10e       | serie 4: 4de in 8.44,17                                   |
| Carla-Creola Negrea                                               | 800m vrije slag (v)   | 11e       | serie 2: 4de in 8.48,36                                   |
| Claudia Stănescu                                                  | 100m rugslag (v)      | 20e       | serie 6: 7de in 1.04,44                                   |
| Claudia Stănescu                                                  | 200m rugslag (v)      | 29e       | serie 3: 5de in 2.18,39                                   |
| Beatrice Coadă                                                    | 200m schoolslag (v)   | 20e       | serie 4: 6de in 2.34,97                                   |
| Iuliana Pantelimon                                                | 100m vlinderslag (v)  | 33e       | serie 4: 6de in 1.04,07                                   |
| Diana Ureche                                                      | 100m vlinderslag (v)  | 23e       | serie 4: 3de in 1.02,72                                   |
| Corina Dumitru                                                    | 200m vlinderslag (v)  | 21e       | serie 5: 7de in 2.16,86                                   |
| Iuliana Pantelimon                                                | 200m vlinderslag (v)  | 14e       | serie 3: 4de in 2.15,44 finale B: 6de in 2.14,95          |
| Noëmi Lung                                                        | 200m wisselslag (v)   | 13e       | serie 6: 5de in 2.18,12 finale B: 5de in 2.18,97          |
| Beatrice Coadă                                                    | 400m wisselslag (v)   | 15e       | serie 2: 4de in 4.48,12 finale B: 7de in 4.50,60          |
| Noëmi Lung                                                        | 400m wisselslag (v)   | 18e       | serie 3: 6de in 4.53,91                                   |
| Diana Ureche Carla-Creola Negrea Beatrice Coadă Luminița Dobrescu | 4x100m vrije slag (v) | 12e       | serie 1: 6de in 3.55,52                                   |
| Claudia Stănescu Beatrice Coadă Diana Ureche Luminița Dobrescu    | 4x100m wisselslag (v) | 12e       | serie 2: 4de in 4.17,91                                   |

Albanië · Algerije · Amerikaanse Maagdeneilanden · Amerikaans-Samoa · Andorra · Angola · Antigua en Barbuda · Argentinië · Aruba · Australië · Bahama's · Bahrein · Bangladesh · Barbados · België · Belize · Benin · Bermuda · Bhutan · Bolivia · Bosnië en Herzegovina · Botswana · Brazilië · Britse Maagdeneilanden · Bulgarije · Burkina Faso · Canada · Centraal-Afrikaanse Republiek · Chili · China · Chinees Taipei · Colombia · Congo-Brazzaville · Cookeilanden · Costa Rica · Cuba · Cyprus · Denemarken · Djibouti · Dominicaanse Republiek · Duitsland · Ecuador · Egypte · El Salvador · Equatoriaal-Guinea · Estland · Ethiopië · Fiji · Filipijnen · Finland · Frankrijk · Gabon · Gambia · Gezamenlijk team · Ghana · Grenada · Griekenland · Groot-Brittannië · Guam · Guatemala · Guinee · Guyana · Haïti · Honduras · Hongarije · Hongkong · Ierland · IJsland · India · Indonesië · Irak · Iran · Israël · Italië · Ivoorkust · Jamaica · Japan · Jemen · Jordanië · Kaaimaneilanden · Kameroen · Kenia · Koeweit · Kroatië · Laos · Lesotho · Letland · Libanon · Libië · Liechtenstein · Litouwen · Luxemburg · Madagaskar · Malawi · Malediven · Maleisië · Mali · Malta · Marokko · Mauritanië · Mauritius · Mexico · Monaco · Mongolië · Mozambique · Myanmar · Namibië · Nederland · Nederlandse Antillen · Nepal · Nicaragua · Nieuw-Zeeland · Niger · Nigeria · Noord-Korea · Noorwegen · Oeganda · Oman · Oostenrijk · Pakistan · Panama · Papoea-Nieuw-Guinea · Paraguay · Peru · Polen · Portugal · Puerto Rico · Qatar · Roemenië · Rwanda · Saint Vincent‑Grenadines · Salomonseilanden · Samoa · San Marino · Saoedi-Arabië · Senegal · Seychellen · Sierra Leone · Singapore · Slovenië · Soedan · Spanje · Sri Lanka · Suriname · Swaziland · Syrië · Tanzania · Thailand · Togo · Tonga · Trinidad en Tobago · Tsjaad · Tsjecho-Slowakije · Tunesië · Turkije · Uruguay · Vanuatu · Venezuela · Verenigde Arabische Emiraten · Verenigde Staten · Vietnam · Zaïre · Zambia · Zimbabwe · Zuid-Afrika · Zuid-Korea · Zweden · Zwitserland · Onafhankelijke olympische deelnemers